# Accidente ferroviario de Eschede
El descarrilamiento de Eschede ocurrió el 3 de junio de 1998, cerca de la aldea de Eschede en el distrito de Celle en Baja Sajonia, Alemania, cuando un tren de alta velocidad descarriló y se estrelló en un puente de carretera. 101 personas murieron y alrededor de 100 resultaron heridas. Sigue siendo el peor desastre ferroviario en la historia de la República Federal de Alemania y el peor desastre ferroviario de alta velocidad en todo el mundo. La causa fue una grieta de fatiga en una rueda que, cuando falló, hizo que el tren descarrilara en un conjunto de puntos y se estrellara contra los pilares de un puente de carretera de hormigón, lo que provocó que colapsara y aplastara a dos coches. Los coches restantes y la cabeza motriz trasera se estrellaron contra los restos.

## Cronología de los eventos

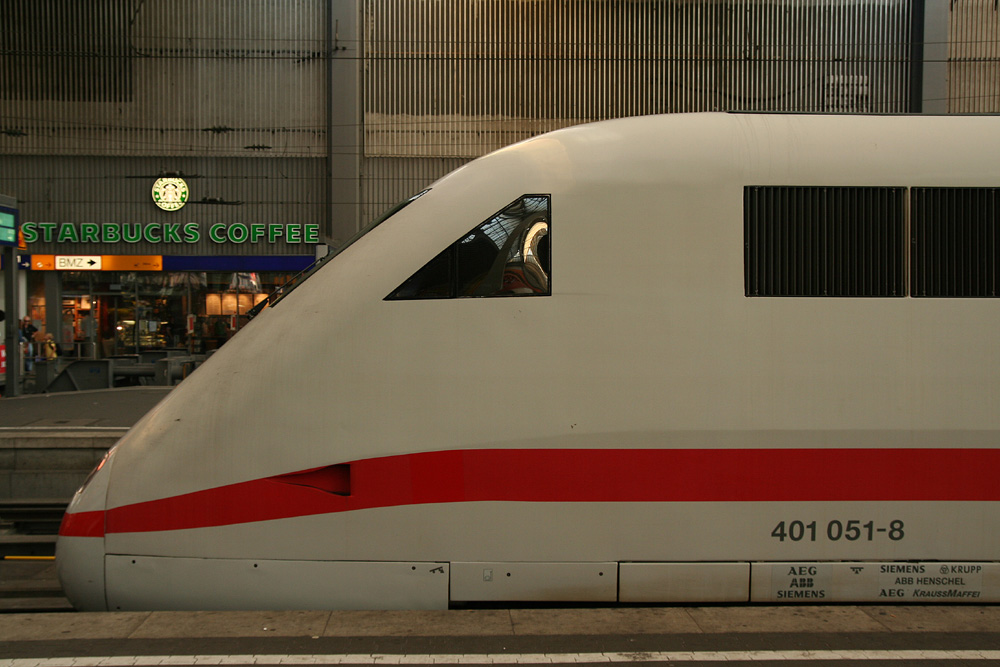
La cabeza motriz 401 051 del ICE 1. Esta cabeza forma parte del tren 151 que quedó destruido en su mayor parte en la catástrofe ferroviaria de Eschede el 3 de junio de 1998.

### Fractura de la rueda
El Intercity-Express Trainset 51 viajaba como ICE 884 "Wilhelm Conrad Röntgen" en la ruta de Múnich a Hamburgo; el tren tenía que detenerse en Augsburg, Nürnberg, Würzburg, Fulda, Kassel, Göttingen y Hanover antes de llegar a Hamburgo. Después de detenerse en Hannover a las 10:30, el tren continuó su viaje hacia el norte. A unos 130 kilómetros y cuarenta minutos de Hamburgo  [tiempo necesario] y seis kilómetros al sur del centro de Eschede, cerca de Celle, se rompió el neumático de acero sobre una rueda en el tercer eje del primer coche, se desprendió del volante y perforó el piso del coche, donde quedó incrustado.
Lo que siguió fue una serie de eventos que ocurrieron en minutos, pero los investigadores tardaron meses en reconstruirlos. El neumático incrustado en el coche fue visto por Jörg Dittmann, uno de los pasajeros en el coche 1. El neumático atravesó un reposabrazos en su compartimiento, entre su esposa y su hijo. Dittmann sacó a su esposa e hijo del coche dañado y fue a informar a un maquinista en el tercer coche. El maquinista, que notó vibraciones en el tren, le dijo a Dittmann que la política de la compañía requería que investigara las circunstancias antes de accionar el freno de emergencia. El maquinista tardó un minuto en ir al sitio en el coche 1. Según Dittmann, el tren había comenzado a balancearse de lado a lado para ese entonces. El maquinista no se mostró dispuesto a detener el tren inmediatamente en ese momento y quiso investigar el incidente más a fondo. Dittmann no pudo encontrar un freno de emergencia en el pasillo y no se había dado cuenta de que había una manija de freno de emergencia en su propio compartimiento. El choque ocurrió justo cuando Dittmann estaba a punto de mostrarle el pinchazo al apoyabrazos.

### Descarrilamiento
Cuando el tren pasó por el primero de los dos puntos, el neumático incrustado chocó contra el carril guía de los puntos, tirando de los amarres del ferrocarril. Este carril guía también penetró el piso del vehículo, quedando incrustado en el vehículo y levantando el bogie del eje de los carriles. A las 10:59 hora local (08:59 UTC), una de las ruedas ahora descarriladas golpeó la palanca de puntos del segundo interruptor, cambiando su configuración. Los ejes traseros del coche número 3 cambiaron a una vía paralela, y todo el vehículo fue lanzado a los muelles que soportan un paso elevado de 300 toneladas (300 toneladas largas, 330 toneladas cortas), destruyéndolos.
El coche número 4, igualmente descarrilado por la violenta desviación del coche número 3 y aún viajando a 200 kilómetros por hora , pasó intacto debajo del puente y rodó sobre el terraplén inmediatamente detrás, golpeando varios árboles antes de detenerse. Dos trabajadores ferroviarios de Deutsche Bahn que habían estado trabajando cerca del puente murieron instantáneamente cuando el coche descarrilado los aplastó. La ruptura de los acoplamientos del coche provocó que los frenos automáticos de emergencia se activaran y los tres primeros coches, en su mayoría sin daños, se detuvieron.

### Colapso del puente
El coche delantero y los coches uno y dos despejaron el puente. El coche tres golpeó el puente, que comenzó a colapsar. El coche cuatro despejó el puente, se alejó de la pista y golpeó un grupo de árboles. Las piezas del puente aplastaron la mitad trasera del coche cinco. El coche del restaurante, seis, fue aplastado a una altura de 15 centímetros. Con la pista ahora completamente obstruida por el puente derrumbado, los coches  restantes se hundieron en los escombros en forma de zigzag: coche 7, el coche de servicio, el coche restaurante, los coches vagones de primera clase numerados del 10 al 12, y el coches de potencia trasero todos descarrilados se estrellaron contra el pilar del puente. El desastre resultante se comparó a una regla plegable parcialmente colapsada. También se encontró un automóvil en los restos. Pertenecía a los dos técnicos ferroviarios y probablemente estaba estacionado en el puente antes del accidente.
- Datos: Q313404
- Multimedia: Eschede train disaster / Q313404

1. ↑  «ANÁLISIS DE FALLAS: TRAGEDIA FERROVIARIA DE ESCHEDE ALEMANIA 1998». Steemit (en inglés). 9 de junio de 2018. Consultado el 1 de junio de 2023.
2. 1 2  Tesón, Nuria (3 de julio de 2006). «Desastre en Alemania por una rueda». El País. ISSN 1134-6582. Consultado el 1 de junio de 2023.
3. ↑  NDR. «Zugunglück in Eschede: Katastrophe mit 101 Toten». www.ndr.de (en alemán). Consultado el 2 de junio de 2023.
4. ↑  «Tragedia Ferroviaria de Eschede». pdfcoffee.com (en inglés). Consultado el 2 de junio de 2023.